# Internationale Jugendbibliothek
La Internationale Jugendbibliothek (Biblioteca internazionale della gioventù) di Monaco è una biblioteca specializzata nella raccolta di letteratura per bambini e giovani di tutto il mondo al fine di renderli disponibili al pubblico, concentrandosi sulla comunità internazionale. Questa biblioteca è la più grande del suo genere in tutto il mondo ed è operativa dal giugno 1983, nel castello di Blutenburg, nel distretto di Monaco Obermenzing. Prima di allora era situata a Schwabing.

## Profilo
La Biblioteca è un centro per la letteratura internazionale sull'infanzia e la gioventù, che offre sessioni di lettura, seminari, discussioni, programmi di sviluppo, mostre e attraverso l'assistenza di altri istituti letterari, un forum per la letteratura internazionale sul tema sul quale è centrata.
Dal 2010 ospita il White Ravens Festival per la letteratura internazionale su bambini e giovani, che si tiene ogni 2 anni, e nel 2013 il primo premio James Krüss per la letteratura internazionale per bambini e giovani, da assegnare ogni 2 anni; veniva distribuito permettendo a un nuovo autore di essere scoperto e riconosciuto per i suoi successi.
L'elenco di raccomandazioni degli White Ravens e l'annuario "Das Bücherschloss" (Castello dei libri) aiutano nelle discussioni sulla letteratura internazionale per bambini e giovani. Con il suo "Arche Kinder Kalenders" (Calendario per bambini Arche) la biblioteca amplia gli orizzonti culturali per i bambini.
Attraverso letture, laboratori di scrittura e workshop per mostre, musei della letteratura e temi letterari per bambini, la biblioteca è diventata un partner chiave per le scuole e gli asili nido. La biblioteca dei bambini contiene oltre 30.000 libri e media elettronici in oltre 20 lingue diverse disponibili gratuitamente in prestito.

## Storia
La biblioteca di Monaco fu fondata nel 1949 dalla giornalista e autrice Jella Lepman. L'idea ebbe un enorme successo grazie alla mostra di libri per giovani del 1946, da cui il materiale della mostra divenne la base per la collezione della biblioteca.
Il 14 settembre 1949, la biblioteca internazionale della gioventù è stata aperta con una collezione di oltre 8000 volumi. L'idea di Jella Lepman di promuovere la tolleranza, la riconciliazione e la comprensione di altre forme di vita e culture con l'aiuto di libri internazionali per l'infanzia e la gioventù come materiale influente, è stata accolta dal pubblico con grande interesse.
La biblioteca internazionale della gioventù funge da archivio della preziosa e rara collezione, nonché luogo di raccolta e di interazione dei bambini e di promozione dei suoi obiettivi.

## Collezione
Gli inventari internazionali di libri e le raccolte storiche della biblioteca sono unici nel loro genere e messi a disposizione dei ricercatori in una sala di lettura scientifica per gli studi. Un programma di borse di studio per scienziati stranieri, finanziato dal Foreign Office, persegue l'obiettivo di supportare la ricerca nel settore della letteratura internazionale per l'infanzia e la gioventù, sostenere l'illustrazione e promuovere lo scambio scientifico e la cooperazione internazionale.
La collezione comprende oltre 600.000 libri per bambini e ragazzi in 150 lingue, comprese preziose collezioni di libri storici per bambini. Inoltre la biblioteca ha oltre 30.000 titoli di letteratura di ricerca internazionale e circa 150 periodici tecnici attuali in molte lingue. Il catalogo dei libri della biblioteca è disponibile su Internet.

## Musei della letteratura
La biblioteca a Schloss Blutenburg ospita numerosi musei della letteratura: il Museo Michael-Ende (aperto nel 1998), la Torre James-Krüss, la Sala Erich-Kästner e dal luglio 2005 il Binette-Schroeder-Kabinett. Ogni mostra contiene numerosi libri e illustrazioni e anche lettere, diari e articoli personali delle persone rappresentate.

## The White Ravens
Il catalogo pubblicato annualmente "The White Ravens" è un elenco di raccomandazioni per la letteratura per l'infanzia e la gioventù. Dalla grande quantità delle copie da revisionare e in donazione, che la biblioteca riceve da case editrici, istituzioni, organizzazioni e altri amici della biblioteca, i lettori selezionano 200 nuove pubblicazioni da oltre 40 paesi in più di 30 lingue. I titoli sono presi in considerazione in base all'interesse del loro argomento universale e/o della loro qualità letteraria e formativa innovativa per un pubblico internazionale specializzato e se saranno o meno ben accolti. Ogni libro elencato nel catalogo è brevemente descritto con brevi annotazioni. Usando i simboli identificativi, vengono identificate le "Menzioni speciali", così come i libri che apportano un contributo alla comunicazione tra culture e persone, e testi di facile lettura, criteri che si applicano anche ai lettori più anziani. Il catalogo contiene libri di 81 paesi e in 58 lingue.
- White Ravens Award Winners, 1993-2007
- White Ravens Award Winners, 1996-2013 Archiviato il 28 ottobre 2021 in Internet Archive.
- White Ravens Award Winners, 2014-2019

## Direttori
- 1949-1957: Jella Lepman
- 1957-1982: Walter Scherf
- 1982-1983: Wolfgang Vogelsgesang
- 1983-1992: Andreas Bode
- 1992-2007: Barbara Scharioth
- Dal 2007: Christiane Raabe